# Клыгинская
Клыгинская — деревня в Вичугском районе Ивановской области. Входит в состав Сошниковского сельского поселения.

## География
Находится в северо-восточной части Ивановской области на расстоянии приблизительно 3 км на север-северо-восток по прямой от районного центра города Вичуга.

## История
В 1872 году здесь (тогда деревня Кинешемского уезда Костромской губернии) было учтено 42 двора, в 1907 году —63.

## Население
Постоянное население составляло 245 человек (1872 год), 204 (1897), 262 (1907), 39 в 2002 году (русские 100 %), 21 в 2010.